# Скелі Куш-Кая (Бабуган-яйла)

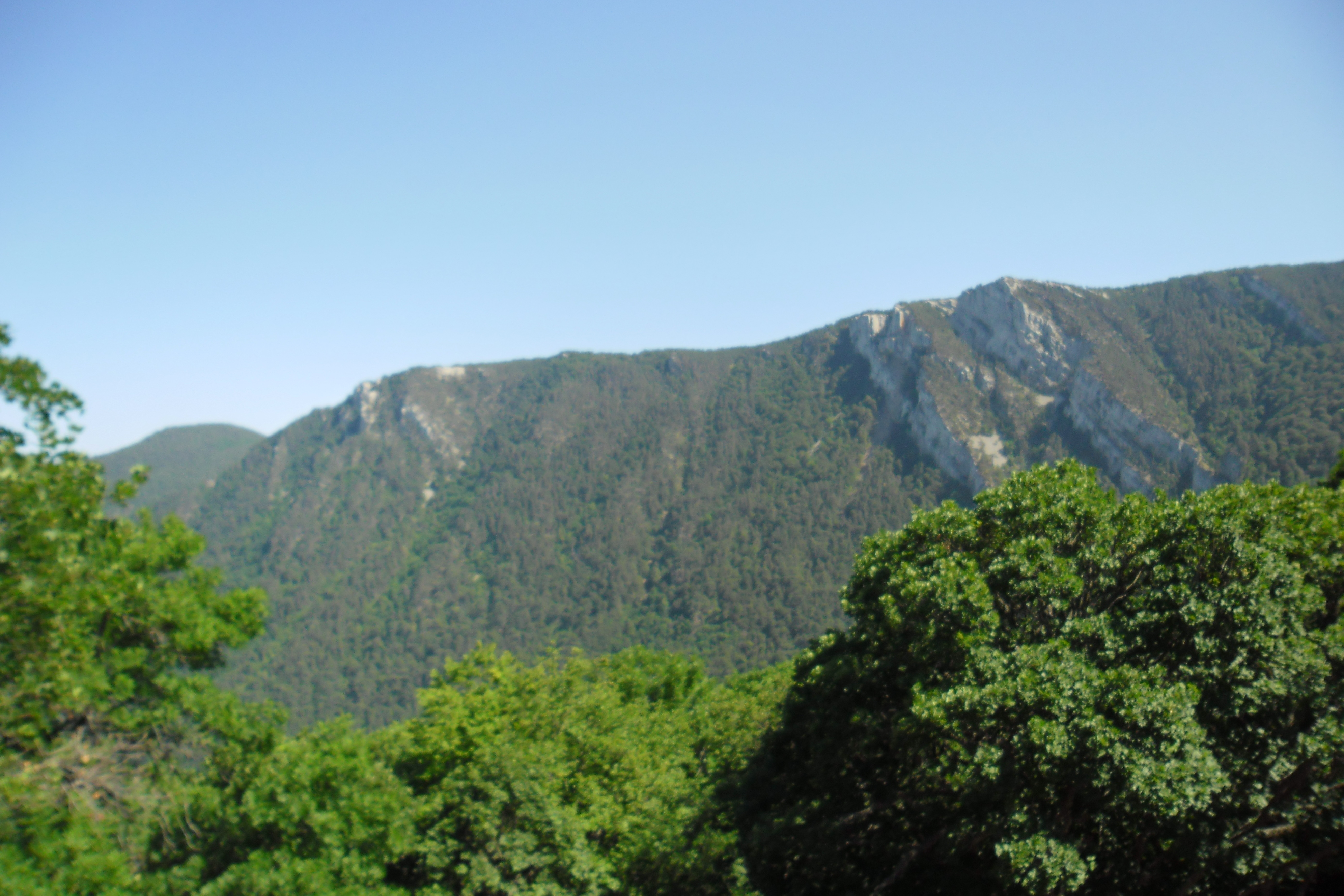
Скелі Куш-Кая (Бабуган-яйла) — світлина з Хребта Коник.

Скелі Куш-Кая на мапі району Бабуган-яйли.

Скелі Куш-Кая (Бабуган-яйла) — скелястий північно-східний схил Бабуган-яйли. 

## Опис
Скелі Куш-Кая розташовані навпроти урочища Дупля, що на Бабуган-яйлі. Скелі являють собою високу, нахилену під кутом приблизно в 32 градуси стіну, що нависає над крутими схилами Яман-Дере і розрізану посередині полицею шириною близько 80-100 метрів. З великої відстані стіна Куш-Каї справляє враження майже моноліту, нахиленого зі сходу на захід з вузькою смужкою такої ж похилої полички. Насправді ми маємо фактично дві різні, хоч і однієї і тієї ж морфології стіни, зміщені одна відносно одної на досить значну відстань. Для зручності їх називають: «верхня стіна Куш-Каї» і «нижня стіна Куш-Каї». В районі існує безліч звірячих стежок, натоптаних зазвичай косими траверсами.
Підніжжя скель спадають у верхів'я ущелини Яман-Дере, де на р. Узень-Баш знаходиться водоспад Головкінського.
Вихід до скель від Алушти — через сідловину Дипло. Спуск і підйом по скелях рекомендується тільки за допомогою скелелазного (альпіністського) спорядження.

## Галерея

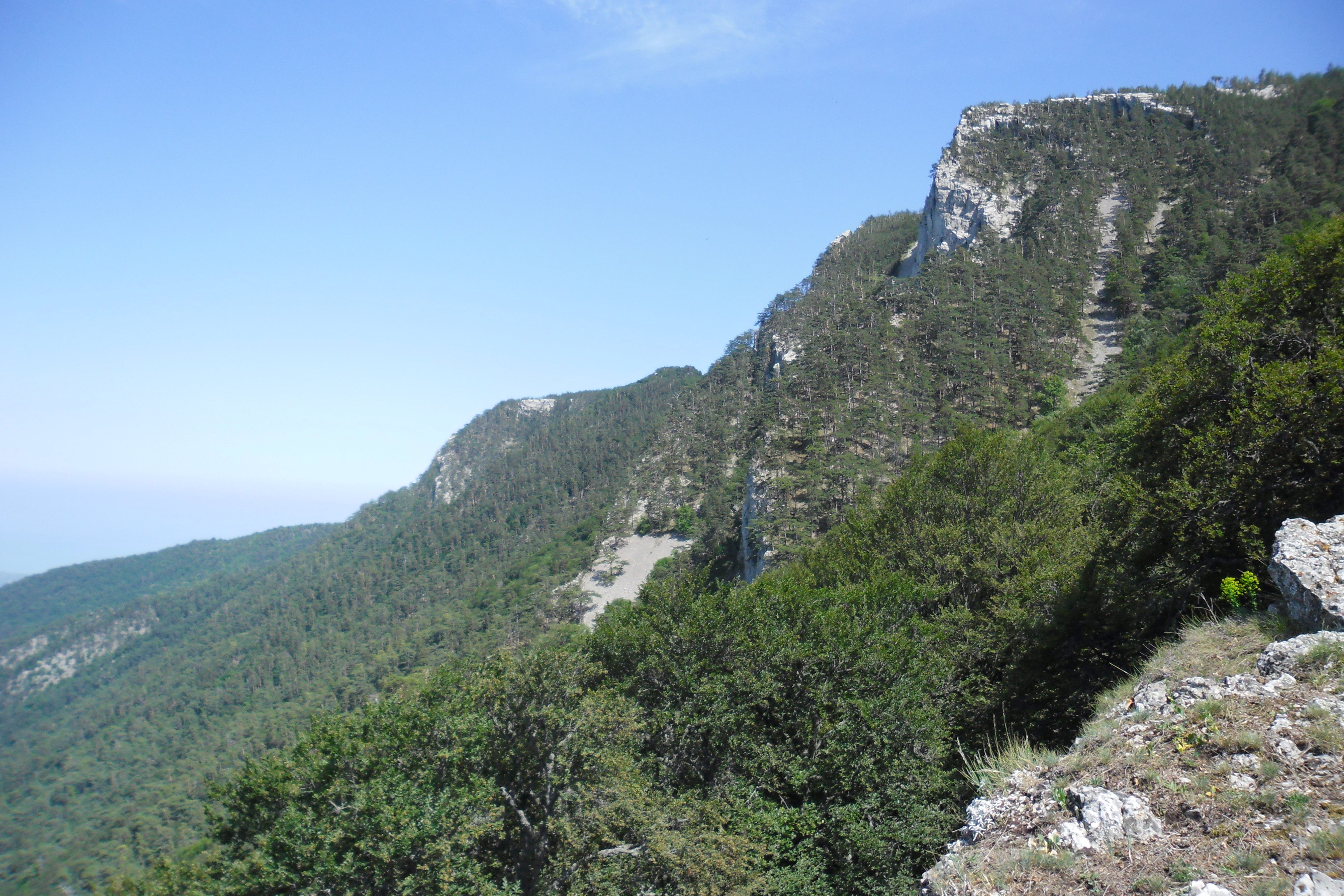
Скелі Куш-Кая
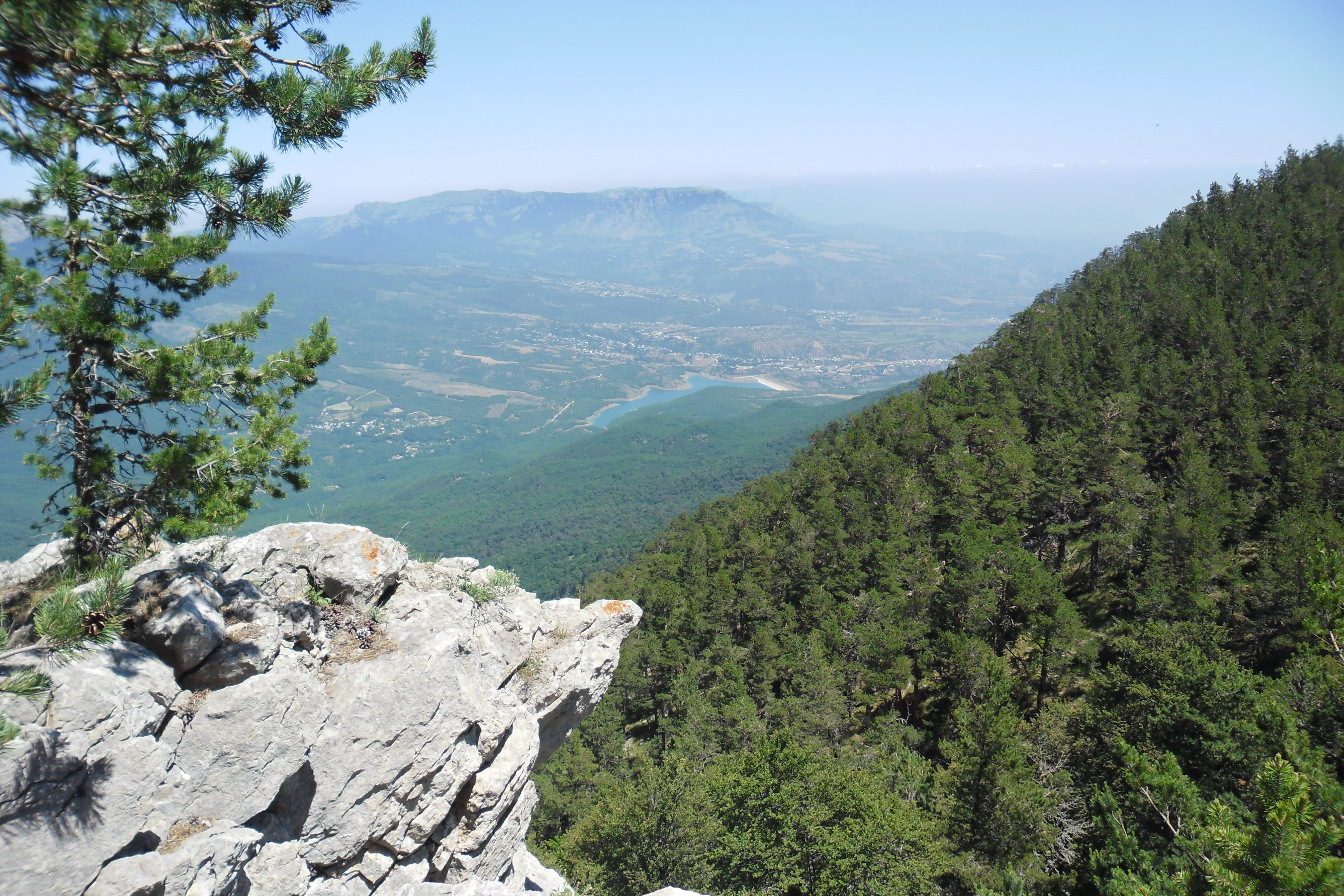
Вид зі скель Куш-Кая на Демерджі

## Джерело
- Скалы Куш-Кая над ущельем Яман-Дере, на северных склонах Бабугана.